# Víctor Castro Iglesias
Francisco Víctor Castro Iglesias (Cajamarca, 17 de octubre de 1860-ib., marzo de 1915) fue un abogado, magistrado y político peruano. Fue diputado por Cajamarca (1896-1899); alcalde provincial de Cajamarca (1899-1900); senador por Cajamarca (1901-1914); y ministro de Fomento y Obras Públicas (1911-1913).

## Biografía
Fue hijo de Mariano Castro Zaldívar, diplomático y político, que fue ministro de Estado; y de María Rosario Iglesias Pino, hermana del general Miguel Iglesias, que fue presidente del Perú.
Cursó sus estudios primarios y secundarios en su ciudad natal, y luego se trasladó a Lima para cursar estudios superiores en la Universidad Nacional Mayor de San Marcos, donde se graduó de doctor en Derecho.
En 1896 fue elegido diputado por la provincia de Cajamarca. Pasó luego a ser alcalde provincial de Cajamarca, de 1899 a 1900. En 1901 fue elegido senador por Cajamarca, cargo en el que fue sucesivamente reelegido, hasta culminar su último periodo en 1914. Llegó a ser secretario de su cámara. Como miembro del partido civil, apoyó a los gobiernos de José Pardo (1904-1908) y Augusto B. Leguía (1908-1912).
El 13 de junio de 1913 fue nombrado ministro de Fomento y Obras Públicas del gobierno de Guillermo Billinghurst, formando parte del gabinete ministerial presidido por Aurelio Sousa y Matute.
Tras el golpe de Estado de 4 de febrero de 1914, protagonizado por el coronel Óscar R. Benavides, Castro apoyó el derecho de sucesión del primer vicepresidente Roberto Leguía. Pero esto quedó descartado al fraguarse en el Congreso un consenso político para otorgar la presidencia provisoria a Benavides, con el encargo de convocar a elecciones.
Dicha componenda se dio el día 15 de mayo de 1914, cuando una minoría de parlamentarios, partidaria de un gobierno transitorio con encargo de convocar a elecciones, se reunió en el Congreso, impidiendo la entrada a la mayoría de los parlamentarios, que eran opositores a ese proyecto. Fue en esa ocasión en la cual Castro se dirigió al Congreso y rompió las barras que le cerraban el paso al recinto de Senado, disponiéndose a cumplir con su deber.
Falleció en su ciudad natal, en marzo de 1915.